# Plectritis
Plectritis je rod jednogodišnjeg i dvogodišnjeg raslinja iz porodice Caprifoliaceae. U rod je uvršteno 6 vrsta raširenih po zapadu Sjeverne Amerike, od Kanade do Meksika.
Rod je ponekad uključen u Valerianu sensu latissimo. Po nekim autorima razdvajanje Valeriane u nekoliko rodova imalo bi više smisla.

## Vrste
1. Plectritis brachystemon Fisch. & C.A.Mey.
2. Plectritis ciliosa (Greene) Jeps.
3. Plectritis congesta (Lindl.) DC.
4. Plectritis macroptera (Suksd.) Rydb.
5. Plectritis longiflora Nutt. ex Torr. & A.Gray
6. Plectritis minor (Hook.) Abrams